# Håkan Lidman
Erik Håkan Lidman (ur. 31 stycznia 1915 w Göteborgu, zm. 6 czerwca 2000 w Esteponie w Hiszpanii) – szwedzki lekkoatleta, płotkarz, mistrz i wicemistrz Europy.
Specjalizował się w biegu na 110 metrów przez płotki. Zajął w tej konkurencji 4. miejsce na igrzyskach olimpijskich w 1936 w Berlinie.
Na mistrzostwach Europy w 1938 w Paryżu zdobył srebrny medal na tym dystansie za Donaldem Finlayem z Wielkiej Brytanii.
22 września 1940 w Mediolanie ustanowił rekord Europy w biegu na 110 metrów przez płotki wynikiem 14,0, który przetrwał do 1956, kiedy to poprawił go Martin Lauer.
Zwyciężył w tej konkurencji na mistrzostwach Europy w 1946 w Oslo. Zajął 6. miejsce w finale biegu na 110 metrów przez płotki na igrzyskach olimpijskich w 1948 w Londynie.
Był mistrzem Szwecji w biegu na 110 metrów przez płotki w latach 1935–1945, 1947 i 1948.
W 1940 otrzymał wraz z Henrym Kälarne Svenska Dagbladets guldmedalj, nagrodę dla najlepszego sportowca Szwecji w tym roku.